# NGC 1131
NGC 1131 è una piccola galassia ellittica compatta situata nella costellazione di Perseo, a una distanza di circa 250 milioni di anni luce dalla nostra Via Lattea.

## Scoperta
La galassia è stata scoperta l'8 dicembre 1855 dall'astronomo irlandese William Parsons.

## Descrizione
Il database SIMBAD identifica NGC 1131 con PGC 10980, diversamente da tutte le altre fonti che sono concordi nel far corrispondere NGC 1131 con PGC 10964.